# Хилл, Эндрю
Эндрю Хилл (англ. Andrew Hill, 1931—2007) — американский джазовый пианист и композитор. Музыкальный критик Джон Фордхэм говорил о Хилле, как об «уникально одаренном композиторе, пианисте и педагоге», хотя «большую часть своей карьеры он был известным лишь внутри джазового мира». Его лучшие работы были записаны на Blue Note Records.

## Жизнь и карьера
Эндрю Хилл родился в Чикаго, Иллинойс (в некоторых ранних источниках ошибочно указан Порт-о-Пренс, Гаити) в семье Уильяма и Хатти Хилл. Его брат Роберт был певцом и играл на скрипке. Начал играть на пианино в возрасте тринадцати лет, будучи вдохновленным Эрлом Хайнсом. Ещё тинэйджером Эндрю выступал с местными ритм-эн-блюз-группами и гастролирующими джаз-музыкантами, включая Чарли Паркера и Майлза Девиса. Вспоминая это время в одном интервью, Хилл рассказывал, что его первыми шагами в музыке были игра на аккордеоне и чечётка в различных talent show Чикаго в сороковых.
В 50-м он выучил свои первые блюзовые темы на фортепиано, а в 53-м получил первую работу в группе Пола Уильямса. В то время он играл и на баритон-саксофоне, но именно выступления в качестве пианиста принесли ему локальную известность и знакомства с музыкантами. Некоторое время Эндрю гастролировал с «Королевой Блюза» Диной Вашингтон, но в начале 60-х осел в Нью-Йорке. Здесь, на лейбле Blue Note, были сделаны записи, сделавшие ему имя в мире джаза. С 63-го по 70-й были записаны 12 альбомов, в которых поучаствовали такие пост-боп-музыканты как Джо Чамберс, Ричард Девис, Эрик Долфи, Бобби Хатчерсон, Джо Хендерсон, Фредди Хаббард, Элвин Джонс, Вудди Шоу, Тони Уильямс и Джон Гилмор.
После 60-го он не часто появлялся на сторонних записях, сконцентрировавшись на своих, но и здесь были запоминающиеся работы, к примеру, альбом Dialogue Бобби Хатчерсона и Our Thing Джо Хендерсона.
Перебравшись в Калифорнию, Хилл стал доцентом [Университета Портленда] и организовал программу Summer Jazz Intensive. Кроме того он продолжал выступать и проводить семинары и лекции, в том числе в университете Торонто и Гарварде.
Последний концерт Эндрю Хилл сыграл 29-го марта 2007 в церкви Троицы в Нью-Йорке, куда он вернулся в 90-х. Меньше чем через месяц он умер в своем доме в Джерси от рака легких.
В мае 2007 он посмертно стал почетным доктором музыкального колледжа Беркли.

## Стиль
Наибольшее влияние на Хилла оказали Телониус Монк, Бад Пауэлл и Арт Тэйтум. «Монк для меня как Равель и Дебюсси, в плане вклада личности в свою музыку», — сказал он в интервью 1963 года. Влияние Пауэлла было ещё значительнее, но Хилл видел в его музыке определенный тупик: «Если ты остаешься с Бадом надолго, ты начинаешь звучать как он, даже если делаешь что то, чего он не делал никогда». Арта Татума Эндрю Хилл называл «воплощением современной игры на фортепиано».
Хилл создал уникальную смесь хроматического хода с модальной, и, иногда, свободной импровизацией. Хотя его музыку часто классифицируют как авангард, она имеет мало общего с атональными импровизациями Сесила Тейлора. Его ранние работы, такие как Point of Departure, с участием Эрика Долфи, показывают желание двигаться вперед, не порывая, однако, с традициями предыдущих поколений. Некоторые его композиции могут быть задумчивыми, при этом в своей игре он зачастую шёл против ритмической картины. Вообще ритмическая и гармоническая сложность была отличительной чертой его композиций и выступлений.
В 2001-м году альбом Dusk был выбран лучшей пластинкой года журналами Down Beat и JazzTimes, а несколько его записей на Blue Note были переизданы или изданы впервые благодаря привлеченному этим вниманию.

## Дискография

### Как лидер
| Blue Note Records - 1963: Black Fire - 1963: Smokestack - 1964: Judgment! - 1964: Point of Departure - 1964: Andrew!!! - 1965: Pax (издан 2006) - 1965: Compulsion!!!!! - 1966: Change (издан 2007) - 1968: Grass Roots - 1968: Dance with Death (издан 1980) - 1969: Lift Every Voice - 1969: Passing Ships (издан 2003) - 1965-70: One for One (издан 1975) - 1989: Eternal Spirit - 1990: But Not Farewell - 2006: Time Lines | East Wind Records - 1975: Blue Black - 1975: Hommage - 1976: Nefertiti Soul Note - 1980: Strange Serenade - 1980: Faces of Hope - 1986: Shades - 1986: Verona Rag SteepleChase Records - 1974: Invitation - 1975: Divine Revelation Freedom Records - 1975: Spiral - 1975: Live at Montreux | Palmetto Records - 1999: Dusk - 2002: A Beautiful Day Other labels - 1959: So In Love (Warwick) - 1979: From California with Love (Artists House) - 1993: Dreams Come True (Joyous Shout!) with Chico Hamilton - 1998: Les Trinitaires (Jazzfriends) - 2003: The Day the World Stood Still (Stunt) with Jazzpar Octet + 1 Compilations - Mosaic Select 16: Andrew Hill - Mosaic Select 23: Andrew Hill-Solo |

### Принял участие
| With Walt Dickerson - To My Queen (Prestige Records, 1962) With Rahsaan Roland Kirk - Domino (1962) With Jimmy Woods - Conflict (Contemporary Records, 1963) With Hank Mobley - No Room for Squares (1963) With Joe Henderson - Our Thing (1963) | With Bobby Hutcherson - Dialogue (1965) With Russel Baba - Earth Prayer (1992) With Reggie Workman - Summit Conference (1994) With Greg Osby - The Invisible Hand (Blue Note, 2000) |